# 킴벌리 데이비스
킴벌리 데이비스(Kimberley Davies, 1973년 2월 20일 ~ )는 오스트레일리아의 배우이다.

## 출연 작품
- 더 먼스 오브 어거스트 (2002)
- 파이널 언더씨즈 (2002)
- 남태평양 (2001)
- 난폭한 여의사 (2001)
- 메이드 (2001)
- 싸이코 비치 파티 (2000)
- 매직 마스터 (2000)
- 넥스트 베스트 씽 (2000)
- 스톰 캣쳐 (1999)
- 프렌즈 (1994)